# Лоче (Словенске Коњице)
Лоче (словен. Loče) су насељено место у општини Словенске Коњице, Савињска регија, Словенија.

## Историја
До територијалне реорганизације у Словенији било су у саставу старе општине Словенске Коњице.

## Становништво
У попису становништва из 2011. године, Лоче је имало 684 становника.
| Број становника према пописима | Број становника према пописима | Број становника према пописима |
| ------------------------------ | ------------------------------ | ------------------------------ |
| 1991                           | 2002                           | 2011                           |
| 578                            | 538                            | 684                            |

Напомена: Од 1955. до 1999. године исказивано под именом Лоче при Пољчанах.